# Estação Medalla Milagrosa
A Estação Medalla Milagrosa é uma das estações do Metro de Buenos Aires, situada em Buenos Aires, entre a Estação Emilio Mitre e a Estação Varela. Faz parte da Linha E.
Foi inaugurada em 27 de novembro de 1985. Localiza-se no cruzamento da Avenida Eva Perón com a Rua Pumacahua. Atende o bairro de Parque Chacabuco.